# Acuario Cívico de Milán
El Acquario Civico di Milano (Acuario Cívico de Milán) fue instituido en el 1906 por la Exposición Universal de Milán. Se trata del tercer acuario más antiguo de la Unión Europea.
Se encuentra ubicado en el Parque Sempione, entre el Arena Cívica y el Castillo Sforzesco, en el casco antiguo de la capital lombarda. El Acuario, que fue remodelado a nuevo en los primeros años de este siglo, permite conocer los ecosistemas italianos de agua dulce y marina.

## Para llegar
- En metro: línea 2 "verde", estación de Lanza
- Tranvías: líneas 2, 4, 12, 14
- Autobús: línea 57

## El recorrido
El acuario trata del ciclo del agua, de las lluvias que caen en las montañas al mar. Unos dioramas permiten ilustrar los principale ecosistemasque se encuentran en Italia y el Mediterráneo.

## La biblioteca
En el Acuario hay una importante biblioteca especializada en la materia de la Biología marina 
En la biblioteca hay más de 12.000 libros, 1.000 periódicos, 25.000 artículos, 600 Videocintas. La sección más importante de la biblioteca es la que trata de Malacología.
Hay también un Archivo fotográfico que alberga unas 15.000 imágenes.
- Datos: Q3604681
- Multimedia: Acquario civico (Milan) / Q3604681